# (5088) Tancredi
(5088) Tancredi ist ein Asteroid des Hauptgürtels, der am 22. August 1979 vom schwedischen Astronomen Claes-Ingvar Lagerkvist am La-Silla-Observatorium (IAU-Code 809) der Europäischen Südsternwarte (ESO) in Chile entdeckt wurde.
Der Asteroid gehört zur Themis-Familie, einer Gruppe von Asteroiden, die nach (24) Themis benannt wurde.
(5088) Tancredi wurde nach dem uruguayischen Astronomen Gonzalo Tancredi (* 1963) benannt, der sich hauptsächlich mit der Evolution von Kometen und ihren Wechselwirkungen mit Asteroiden befasst.